# Jacob Wackernagel

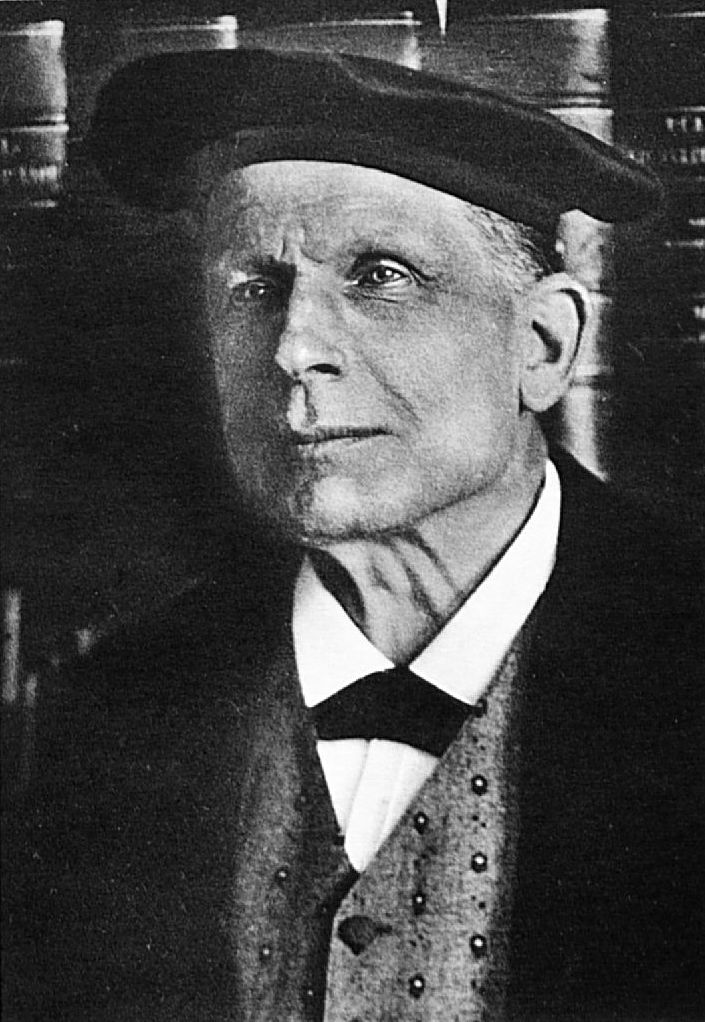
Jacob Wackernagel.

Jacob Wackernagel, född den 11 december 1853 i Basel, död där den 22 maj 1938, var en schweizisk språkforskare. Han var son till Wilhelm Wackernagel.
Wackernagel blev extra ordinarie professor vid universitetet i Basel i jämförande språkforskning 1881 och professor i Göttingen i grekiska språket och litteraturen 1902. Från 1915 var han åter professor i Basel. Han var sedan 1915 ledamot av Vetenskapssocieteten i Uppsala och invaldes 1928 som utländsk ledamot av Kungliga Vetenskapsakademien.
Wackernagel var en av sin samtids främsta auktoriteter på den jämförande och klassiska språkforskningens område. Bland hans verk märks Altindische Grammatik (1896; 2:a upplagan 1905), Sprachliche Untersuchungen zu Homer (1916) och Vorlesungen über Syntax mit besonderer Berücksichtigung von Griechisch, Lateinisch und Deutsch (2 band, 1920, 1924).